# Міський драматичний театр Гавелла
Міський драматичний театр Гавелла (хорв. Gradsko dramsko kazalište Gavella; відомою є також абревіатура GDK Gavella; українізована форма назви — Загребський міський драматичний театр імені Б. Гавелли) — міський драматичний театр у столиці Хорватії місті Загребі, фактично головна драматична сцена країни, значний культурний осередок Загреба і Хорватії. Носить ім'я свого засновника театрального режисера і педагога Бранко Гавелла (1885—1962). 

## З історії та репертуару
Національний драматичний театр у Загребі був заснований 29 травня 1953 року як театральний заклад, основною діяльністю якого є постановка і виконання драматичних спектаклів. Театр започаткувала група молодих акторів та режисерів, що переважно були «заколотниками» з Загребського Національного театру на чолі з «першим серед рівних» доктором Бранко Гавелла. «Відколовся» колектив спершу як «Малий театр» на вулиці Франкопанській (№10).
З причини ремонтування приміщення театру спершу постановки п'єс драмтеатрівці здійснювали в Суботиці. А 30 жовтня 1954 року драматичний театр гостинно відкрив свої двері у Загребі — давали «Голгофу» (Golgota) Мирослава Крлежі у постановці Бранко Гавелла.
Завдяки понад 330-ти прем'єрним постановкам театр на Франкопанській (нині займає будинки №№ 8-10) виріс у один з найвизначніших театрів у Загребі та Хорватії. 
У 1970 році театрові було присвоєно ім'я його засновника Гавелла, ще згодом у назві театру з'явилось означення «міський».
У репертуарі міського драматичного театру Гавелла постановки на твори національної, як класичної, так і сучасної, та переважно класичної зарубіжної драматургії — щосезона близько 20 спектаклів. Так, зокрема, у театральному сезоні 2008/09 років у афіші театру були вистави за п'єсами хорватських драматургів, класиків англомовних (Шекспір, Теннессі Вільямс), російськомовних (Олександр Пушкін, Михайло Булгаков, Іван Тургенєв), європейських (Гольдоні, Камю, Кальдерон де ла Барка, Гоцці).

## Виноски
1. ↑  Контакт (театру) [Архівовано 28 травня 2011 у Wayback Machine.] на Вебсторінка театру [Архівовано 16 червня 2011 у Wayback Machine.] (хор.)